# Піноаса
Піноаса (рум. Pinoasa) — село у повіті Горж в Румунії. Входить до складу комуни Килнік.
Село розташоване на відстані 242 км на захід від Бухареста, 19 км на південний захід від Тиргу-Жіу, 86 км на північний захід від Крайови.

## Населення
За даними перепису населення 2002 року у селі проживали 436 осіб, з них 435 осіб (99,8%) румунів. Рідною мовою 435 осіб (99,8%) назвали румунську.